# Rue de la Porte-Gellée
Pour les articles homonymes, voir Gellée.
La rue de la Porte-Gellée est une voie publique de l'Île de Nantes, quartier de Nantes, en France.

## Description
La rue est en ligne droite, s'étend de la rue des Boires jusqu'à la rue Petite-Biesse. Bitumée, elle est ouverte à la circulation automobile. Elle croise le boulevard des Martyrs-Nantais-de-la-Résistance.

## Dénomination
La voie est appelée un temps « rue du Beauséjour prolongée ». La « porte Gellée » devait son nom à l'échevin Charles Gellée, père de Jean-Baptiste Gellée de Prémion, maire de Nantes en 1754 et 1762, puis entre 1776 et 1782. Cette porte disparue a donné son nom à la rue, après délibération municipale du 30 novembre 1936.

## Historique
La jonction entre les deux rives de la Loire entre Nantes et Rezé est réalisée vers le IXe ou Xe siècle. Il s'agit d'une chaussée de terre battue jalonnée de passerelles de bois sur pilotis. Ces passerelles sont souvent détruites lors des crues de la Loire, mais la voie est un axe important entre la Bretagne et le Poitou.
Jusqu'en 1852, la route passe par la porte Gellée, au niveau de la rue Beau-Séjour selon Paul de Berthou, au niveau du pont de Vertais et de la rue des Quatre-Vents selon Édouard Pied, mais la rue de la Porte-Gellée se situe dans le prolongement de la rue Beauséjour, ce qui confirme la version de Paul de Berthou. Cette porte est détruite lors de l'élargissement de la ligne de ponts dont fait partie la rue de Biesse, entre 1849 et 1852.